# 呂宇晟
呂宇晟（1989年10月14日—），綽號大軍，原名呂維鈞，臺灣健身教練、YouTuber。
呂宇晟出生於桃園市八德區。他創立健身房「打鐵健身」。他亦擔任臺北市健身教練職業工會理事長、退警總會警聲雜誌社副社長。
2020年8月加入時代力量，並於2021年12月獲聘為時代力量桃園黨部八德區執行長。2022年1月6日獲時代力量提名，參選2022年中華民國直轄市議員及縣市議員選舉桃園市第三選區（八德區）市議員，後敗選。2023年2月，與谷阿莫、彭致豪、廖子齊、葉忠倫組成新力量陣線，聯合競選時代力量決策委員，未當選。
2023年5月16日，在谷阿莫的直播中證實自己因與時代力量理念不合，已於2023年4月30日退黨。

## 言論及事件
- 2015年，因健身房經營權問題，與自稱竹聯幫份子的洪男發生糾紛，命人將其團團圍住，出手毆打，還要呂交出存摺、大小章，逼簽50萬本票。洪男女友龔詩茜時為桃園監理站監理員，涉嫌利用職權，查詢呂男車牌個資。[5]2017年，新北地院依公務員洩露國防以外秘密罪，判龔女有期徒刑3月，得易科罰金9萬元，緩刑2年，期間付保護管束，另得接受10小時法治教育課程。[6]2018年，新北地院依剝奪他人行動自由罪，判洪男1年4月徒刑，可上訴。[7]

- 2021年6月，分別與立法委員何志偉以及邱臣遠召開健身產業紓困記者會，並以自身於2020年申請紓困貸款為例，呼籲相關單位針對健身產業之貸款補助應「從寬認定、不得產業歧視」。[8][9][10][11][1]
- 2025年3月，三百壯士併購經營產生糾紛，打鐵健身於一月單方面公告終止合作，積欠教練薪資，並要求前經營人許家豪（豪哥）付清相關款項。許家豪拍片造謠，聲稱：疑似多次遭到恐嚇，呂宇晟曾威脅對方表示：「我一定弄死你（許家豪）！」。面對指控呂宇晟則回應要求對方停止網軍攻擊他和他的家人、適可而止，並且將公布更多與許家豪的對話內容。[12][13] （页面存档备份，存于）

## 競賽紀錄

### 國際賽
| 年份   | 項目                                       | 獎項   |
| ------ | ------------------------------------------ | ------ |
| 2009年 | 碧潭國際龍舟錦標賽                         | 第一名 |
| 2007年 | 國際龍舟總會（IDBF）上海無錫國際龍舟錦標賽 | 第三名 |
| 2007年 | 國際龍舟總會（IDBF）澳洲雪梨龍舟世界錦標賽 | 第七名 |
| 2006年 | 國際輕艇總會（ICF）臺灣高雄龍舟世界錦標賽  | 第四名 |

### 國內賽
| 年份   | 項目                        | 獎項   |
| ------ | --------------------------- | ------ |
| 2020年 | 桃園市長盃健美賽（-80kg）   | 第三名 |
| 2017年 | 新北市樂活盃健美賽（-80kg） | 亞軍   |
| 2011年 | 全國大專健美錦標賽（-75kg） | 第三名 |
| 2010年 | 全國大專健美錦標賽（-75kg） | 亞軍   |